# Římskokatolická farnost – děkanství Úštěk
Římskokatolická farnost – děkanství Úštěk (lat. i něm. Auscha) je církevní správní jednotka sdružující římské katolíky na území města Úštěk a v jeho okolí. Organizačně spadá do litoměřického vikariátu, který je jedním z 10 vikariátů litoměřické diecéze. Centrem farnosti je děkanský kostel svatého Petra a Pavla v Úštěku.

## Historie farnosti
V Úštěku existovala středověká farnost (plebánie) již před rokem 1200. Tato původní farnost zanikla za husitských válek. K obnově farnosti došlo na začátku 17. století díky jezuitům, kteří měli od roku 1623 v blízkých Liběšicích rezidenci. Matriky byly vedeny od roku 1623. V roce 1942 byla farnost povýšena na děkanství.

### Duchovní správcové vedoucí farnost
Začátek působnosti jmenovaného v duchovní správě farnosti od roku:
- 1363 Udalricus
- 1363 Mathias
- 1374 Machko
- 1374 Georgius z Dymokur
- 1394 Ioann. z Dubé
- 1402 Conradus
- 22. 4. 1623 Ximenius Runner SJ
- 22. 5. 1623 Adam. Kravařský SJ
- 1623 W. Rauscher SJ
- 1623 Cyprian. Kotelík, † 1625
- 1623 Nicolaus Pistorius SJ
- 1624 Gregor. Textorides SJ
- 1625 Steph. Georg. Lang von Langenfeld
- 1626 Joann. Fritsch
- 1628 Novotny
- 1636 Georgius Podner
- 1640 Joann. Georg. Hoffmann
- Elias Ign. Köstenbrot
- 1644 Friederic. Dörfel
- 1653 Alois. Georg. Wenzel
- 1661 Alois. Büttner
- 1702 Thoma Röhr
- 1709 Franc. Ign. Burkert
- 1731 Georg. Hendr. Glocke
- 1740 Joann. Absolon
- 1754 Joann. Mentschel
- 1767 Gotfried. Knapp
- 1780 Joan. Balthazar, n. 1729, † 3. 4. 1808
- 1809 August. Sigmund, n. 25. 7. 1758 Sandau, o. 29. 7. 1786, † 11. 10. 1828
- 1829 par. vacat, cap. Ign. Patzel
- 1830 Anton. Gerber, n. 28. 12. 1780 Kaaden, o. 8. 9. 1805, † 28. 5. 1834
- 1835 Flor. Schlosser, n. 3. 3. 1791 Reichsdorfens., o. 11. 8. 1816, † 10. 6. 1875
- 1875 Franc. Kunze, n. 20. 9. 1834 Pankrac., o. 26. 7. 1858, † 11. 11. 1884
- 1884 par. vacat, admin. int. Joann. Lischka
- 1885 Jos. Neumann, n. 5. 8. 1843 Lipens., o. 15. 7. 1868, † 6. 8. 1926
- 1911 Raim. Vogel, n. 18. 4. 1880 Blottendorf, o. 18. 3. 1905
- 1913 Jos. Müller, n. 19. 7. 1873 Schluckenau, o. 21. 3. 1897
- 1922 par. vacat admin. interc. Guil. Homann
- 1. 4. 1922 Guil. Homann, n. 6. 1. 1878 Nottuln (D), o. 14. 7. 1907
- 21. 5. 1946 par. vacat, admin. Alois Frajt
- 1. 10. 1946 Antonín Tuček
- 7. 8. 1950 Jan Veselka
- 15. 10. 1950 Petr Metoděj Habáň OP
- 1. 10. 1951 Ondřej Korvas CSsR
- 1. 8. 1976 Josef Batta
- 15. 11. 1977 Ondřej Korvas, CSsR
- 1. 10. 1987 Prokop Jan Bahník OP
- 1. 11. 1989 Milan Matfiak
- 1. 8. 1991 Jaroslav Stříž, admin. exc. z Křešic[3]

Kromě kněží stojících v čele farnosti, působili ve farnosti v průběhu její historie i jiní kněží. Většinou pracovali jako farní vikáři, kaplani, katecheté, výpomocní duchovní aj.

Galerie úštěckých duchovních správců
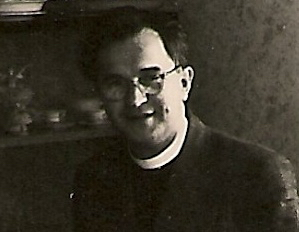
R.D. Alois Frajt
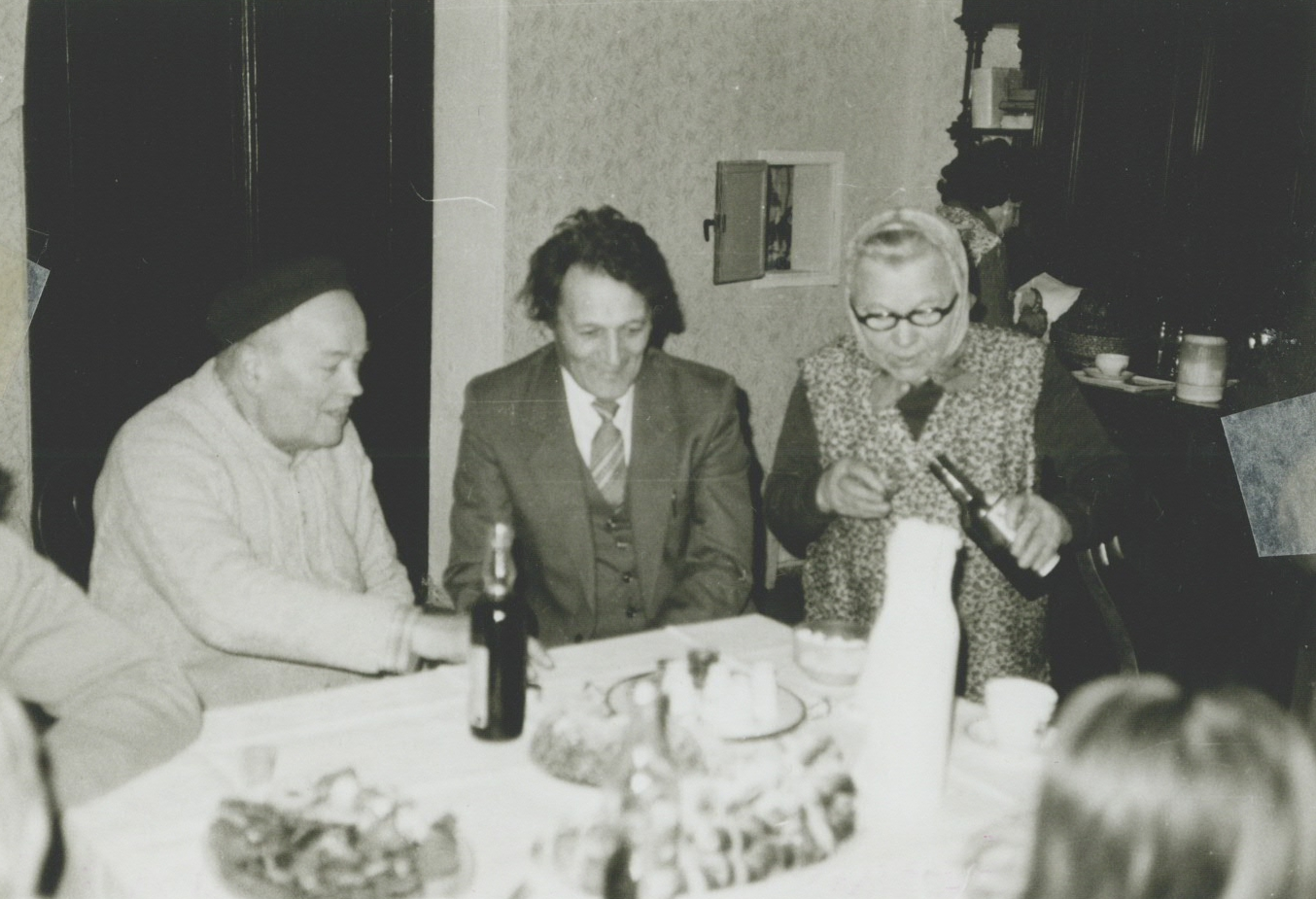
P. Ondřej Korvas, CSsR (vlevo)
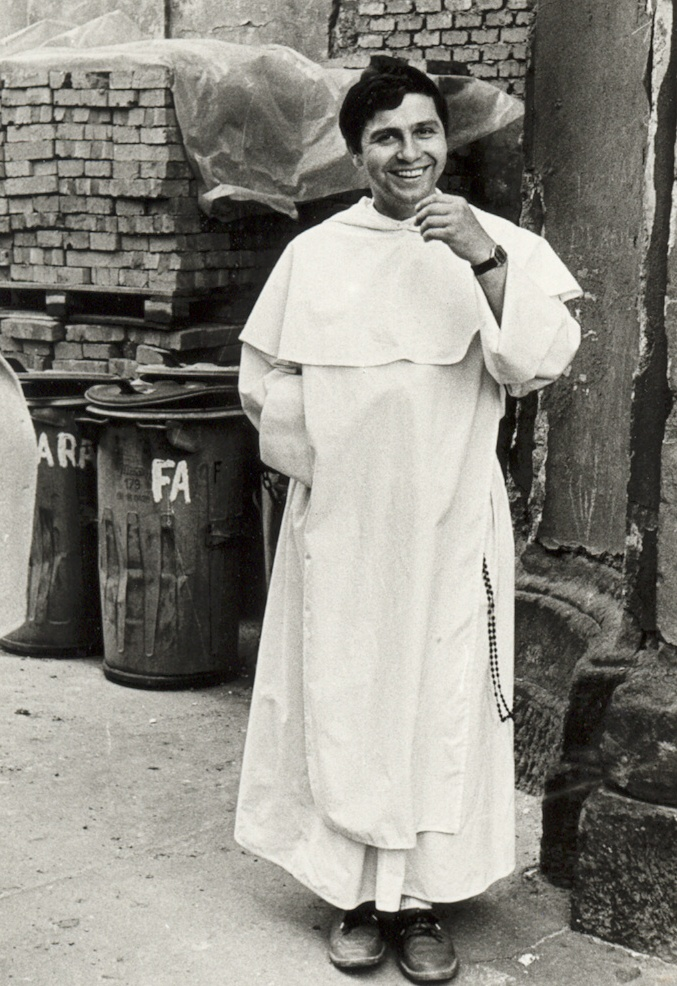
P. Prokop Jan Bahník OP
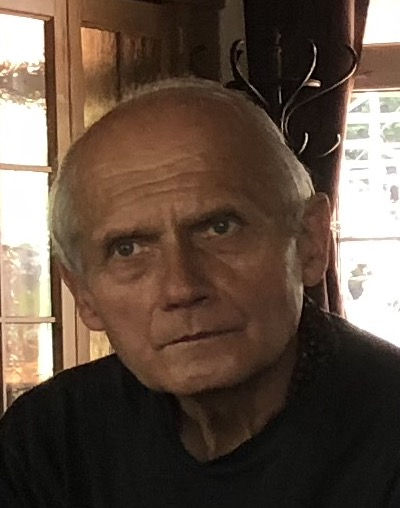
R.D. Jaroslav Stříž

## Území farnosti
Do farnosti náleží území těchto obcí:
- Úštěk (Auscha[p 2])
- Držovice (Tirschowitz[p 2])
- Lhota u Liběšic (Ollhotta[p 2])
- Ličenice (Litschnitz[p 2])
- Lukov (Luka[p 2])
- Lukovsko (Rutta[p 2])
- Ostré (Neuland[p 2])
- Starý Týn (Altthein[p 2])
- Svobodná Ves (Freidorf[p 2])
- Zimoř (Simmer[p 2])

## Římskokatolické sakrální stavby na území farnosti
| | Fotografie | Stavba                              | Místo     | Bohoslužby                      | Zeměpisné souřadnice             | Status           | Číslo kulturní památky           |
| Kostel | Kostel     | Kostel                              | Kostel    | Kostel                          | Kostel                           | Kostel           | Kostel                           |
| --- | ---------- | ----------------------------------- | --------- | ------------------------------- | -------------------------------- | ---------------- | -------------------------------- |
| 1. |            | Kostel sv. Petra a Pavla            | Úštěk     | bližší informace o bohoslužbách | 50°35′5″ s. š., 14°20′37″ v. d.  | děkanský kostel  | 43445/5-1901 (Pk•MIS•Sez•Obr•WD) |
| Kaple |            |                                     |           |                                 |                                  |                  |                                  |
| 2. |            | Kostel Nejsvětější Trojice          | Úštěk     | neslouží se pravidelně          | 50°35′6″ s. š., 14°20′58″ v. d.  | hřbitovní kostel | 43381/5-2407 (Pk•MIS•Sez•Obr•WD) |
| 3. |            | Kaple Nalezení a Povýšení sv. Kříže | Ostré     | bližší informace o bohoslužbách | 50°35′4″ s. š., 14°22′18″ v. d.  | kaple            | 42634/5-2213 (Pk•MIS•Sez•Obr•WD) |
| 4. |            | Kaple Božího hrobu                  | Ostré     | bližší informace o bohoslužbách | 50°35′16″ s. š., 14°22′22″ v. d. | kaple            | 42634/5-2213 (Pk•MIS•Sez•Obr•WD) |
| 5. |            | Kaple                               | Starý Týn | bohoslužby příležitostně        |                                  | obecní kaple     | —                                |
| Některé drobné sakrální stavby a pamětihodnosti lze dohledat zde v databázi Drobné sakrální památky Zaniklé sakrální stavby lze dohledat zde v databázi Poškozené a zničené kostely, kaple a synagogy v České republice |            |                                     |           |                                 |                                  |                  |                                  |

Ve farnosti se mohou nacházet i další drobné sakrální stavby, místa římskokatolického kultu a pamětihodnosti, které neobsahuje tato tabulka.

## Příslušnost k farnímu obvodu
Z důvodu efektivity duchovní správy byl vytvořen farní obvod (kolatura) farnosti Křešice, jehož součástí je i farnost-děkanství Úštěk, která je tak spravována excurrendo.

## Galerie

Římskokatolická farnost – děkanství Úštěk
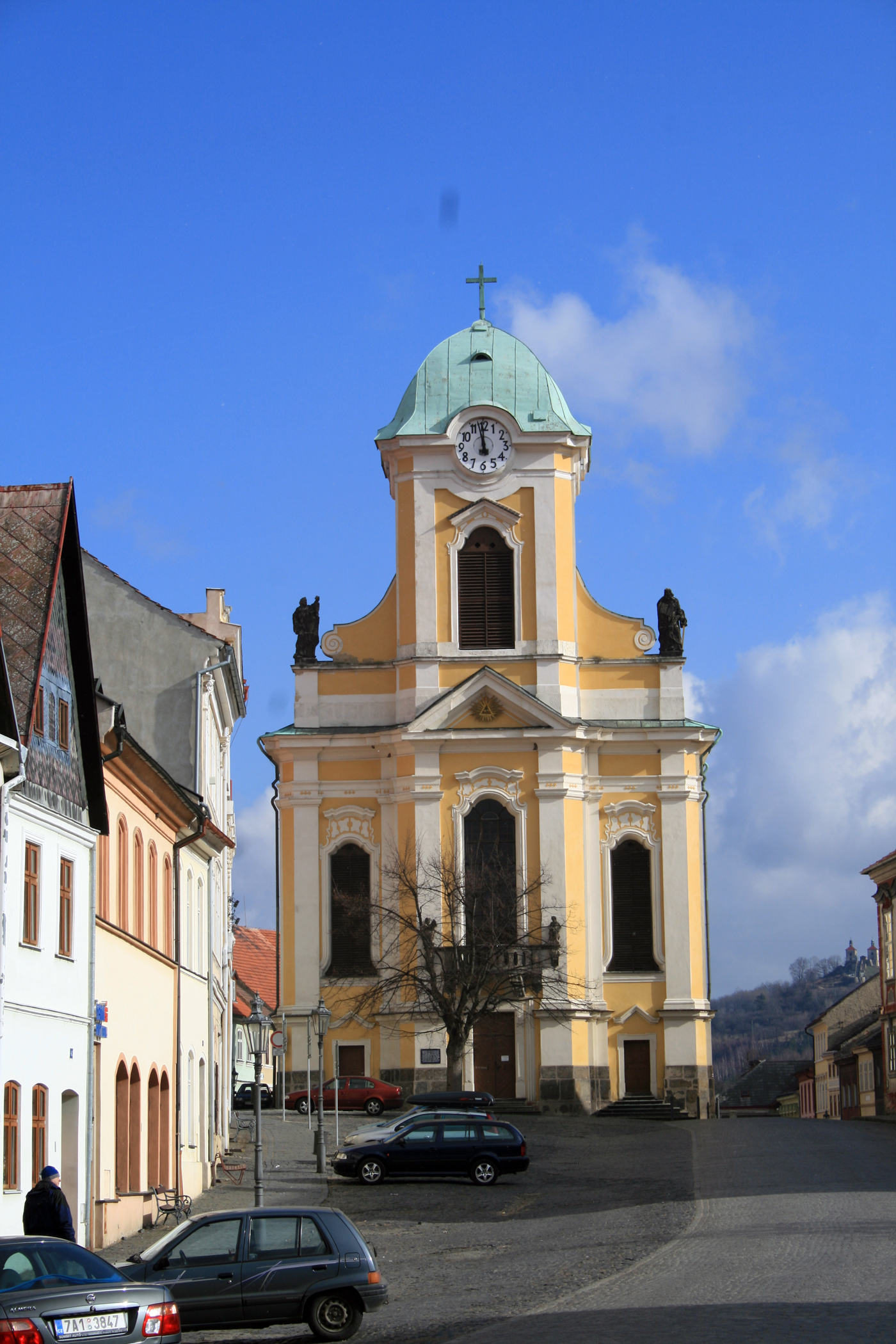
Průčelí kostela sv. Petra a Pavla v Úštěku
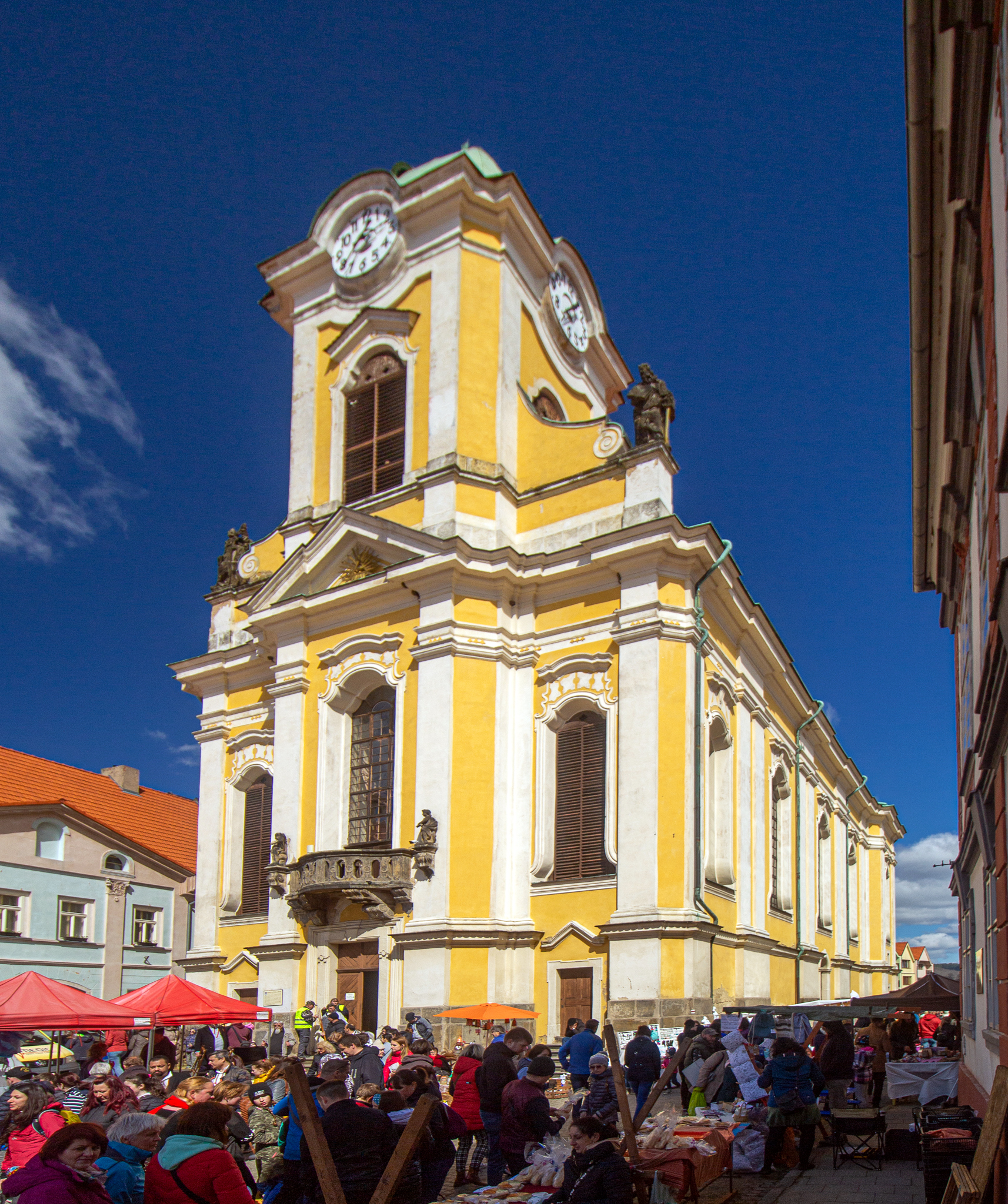
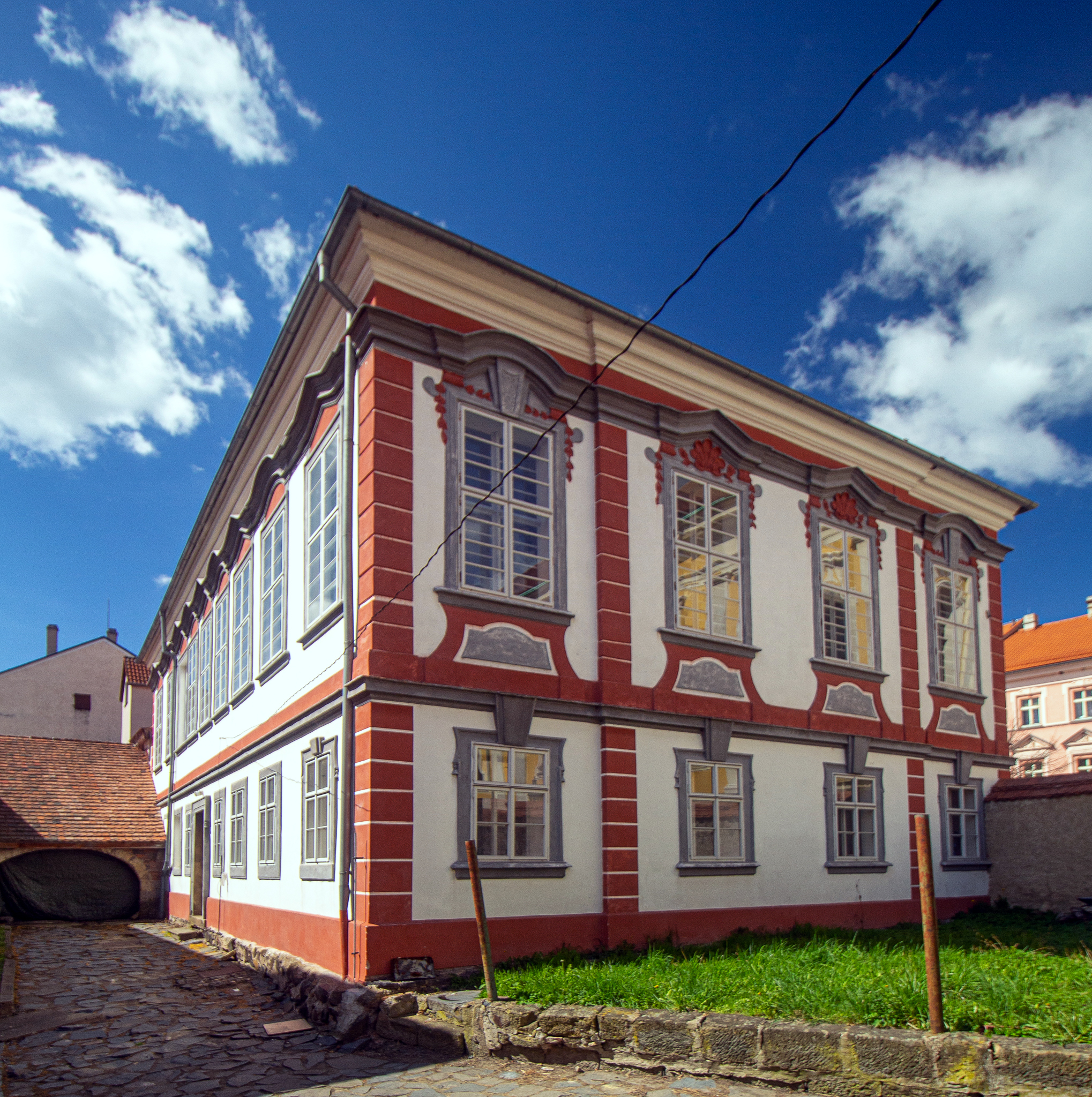
Fara-děkanství v Úštěku
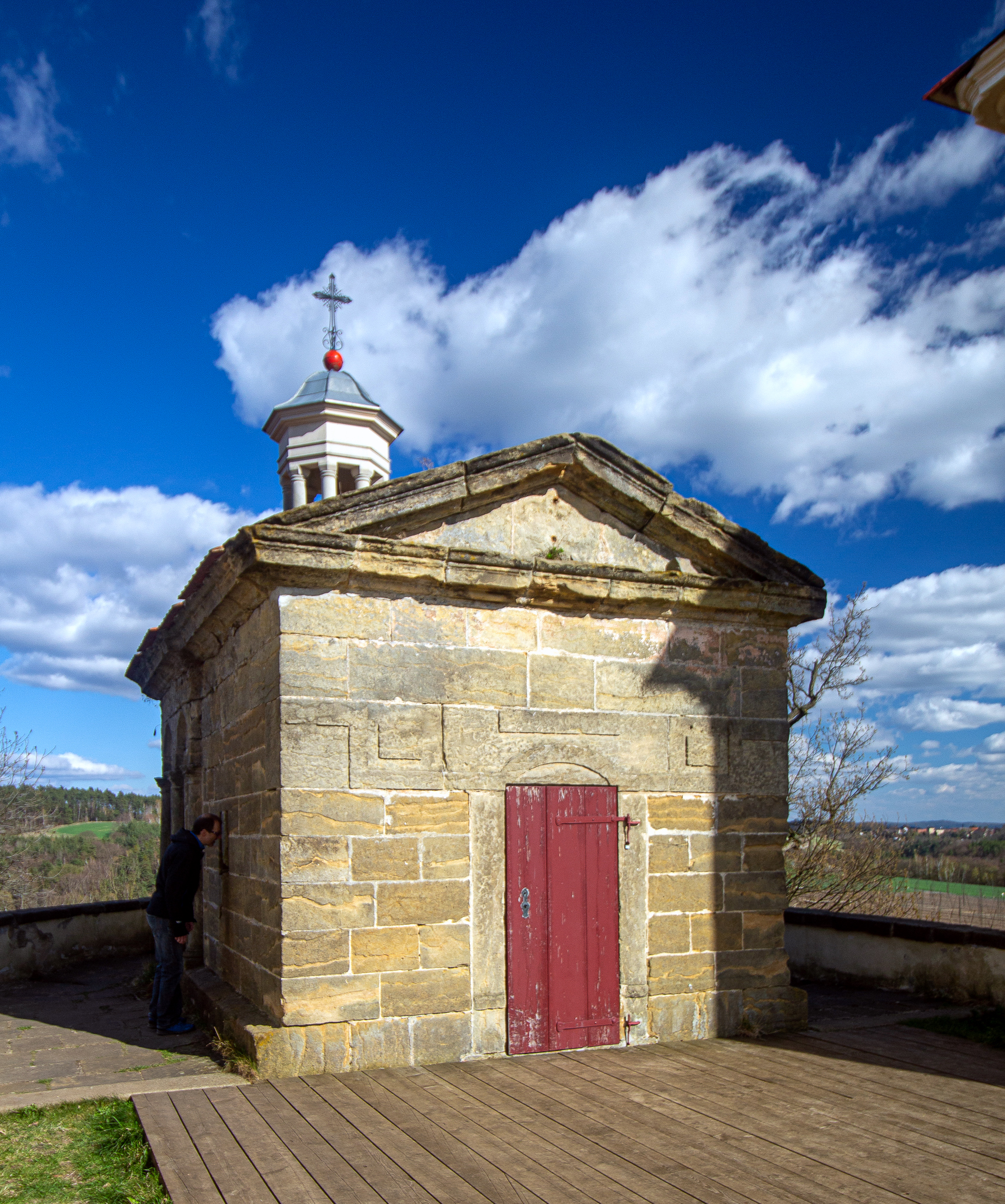
Kaple Božího hrobu, Ostré
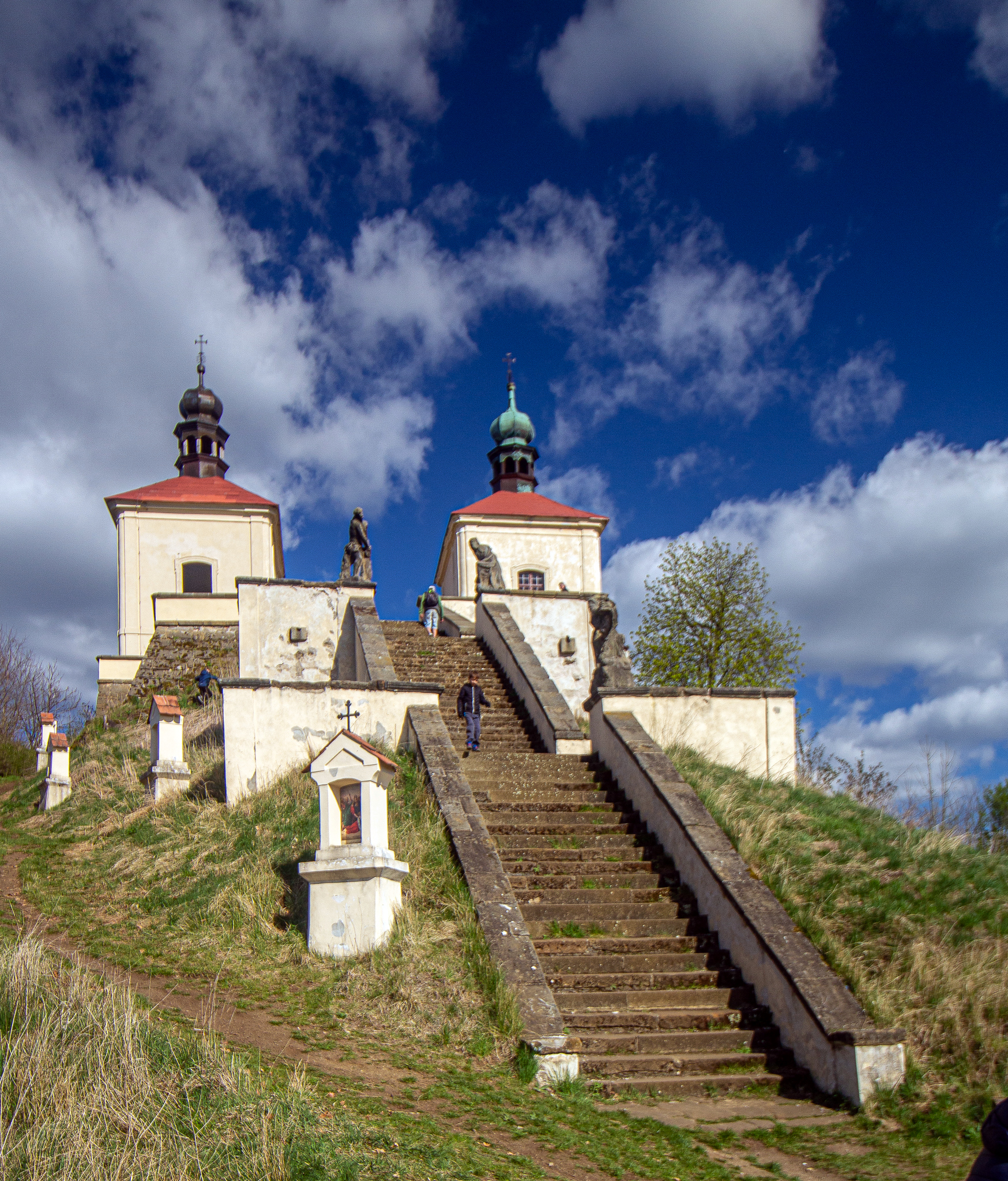
Kalvárie, Ostré (stav 2022)
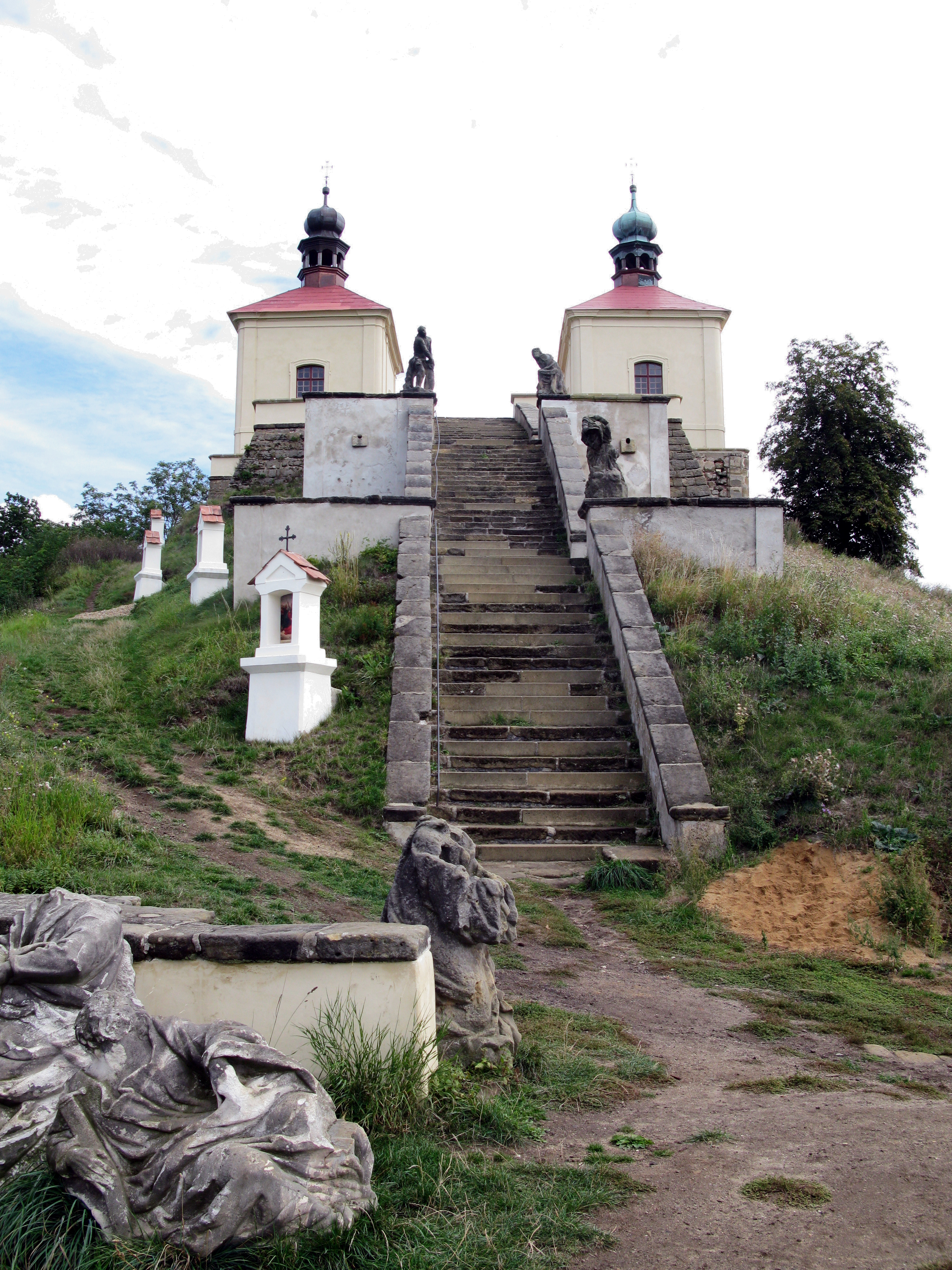
Kalvárie, Ostré (stav 2012)
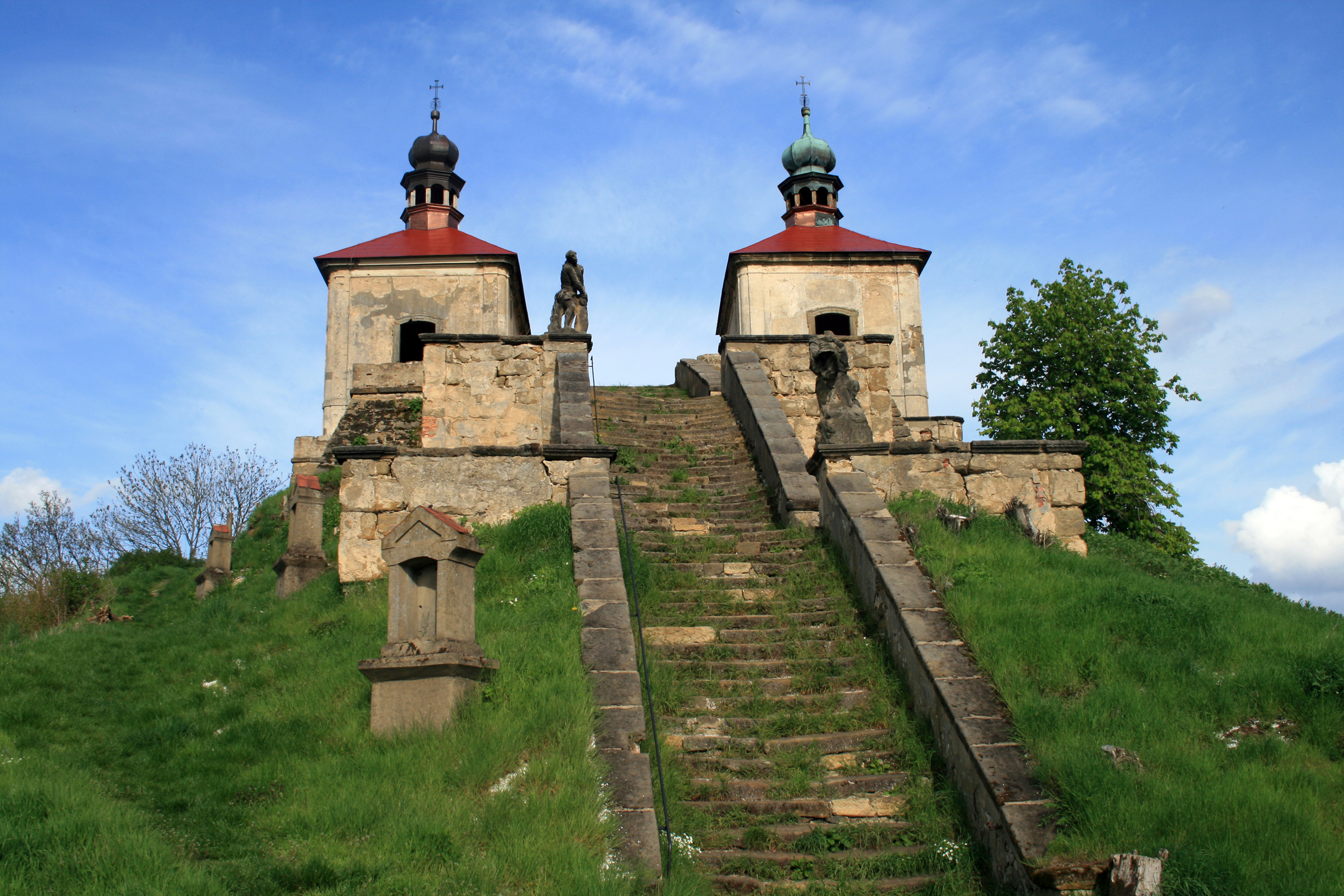
Kalvárie, Ostré (stav 2008)
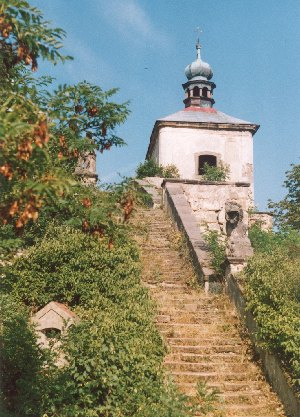
Kalvárie, Ostré (stav 2004)
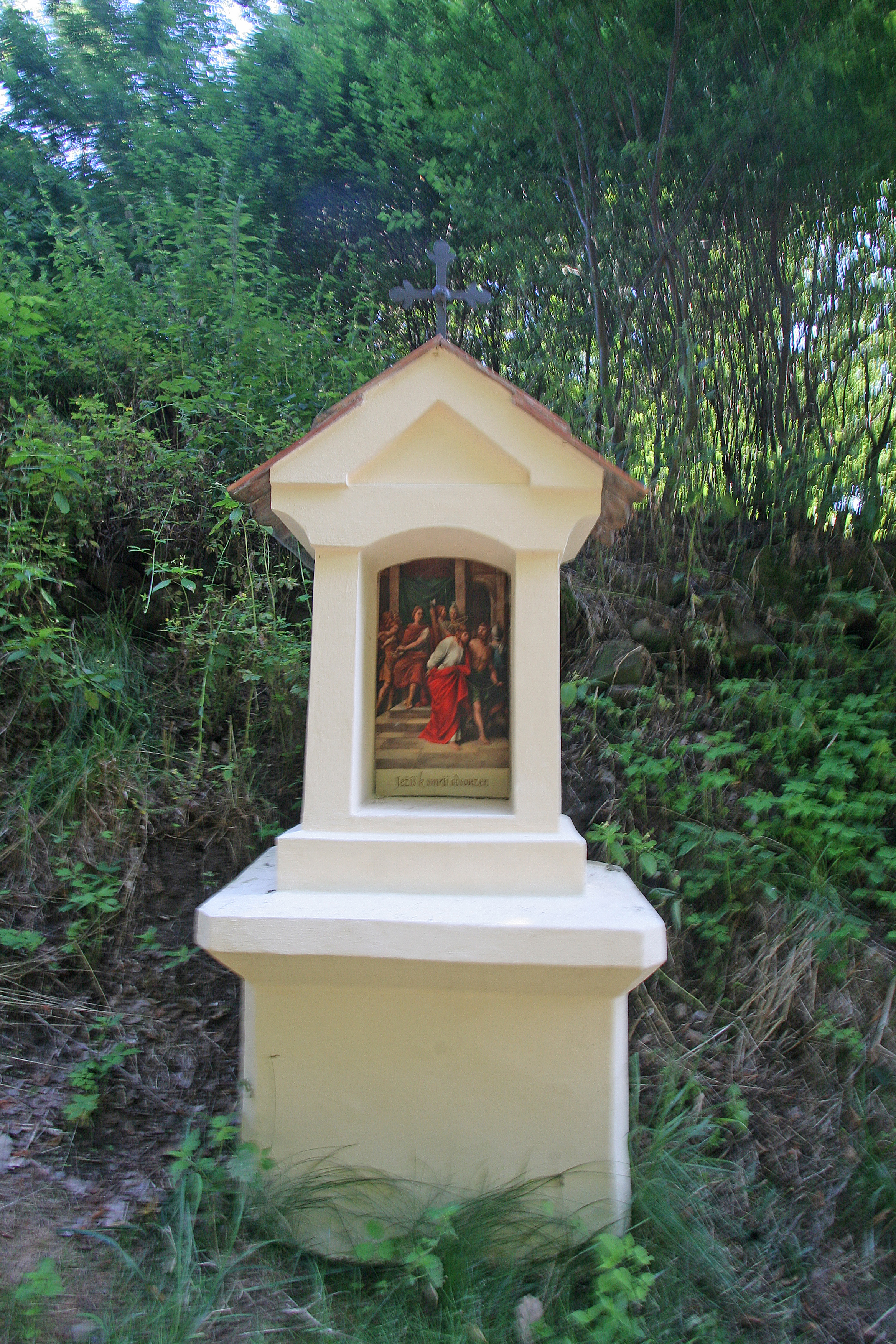
Zastavení křížové cesty, Ostré